# 로버트 몬다비
로버트 제라드 몬다비(영어: Robert Gerald Mondavi, 1913년 6월 18일 ~ 2008년 5월 16일)는 미국의 와인 생산자다. 기술 혁신과 전략적인 마케팅으로 캘리포니아의 포도주를 세계적인 와인으로 인지시키는데 기여했다.

## 생애
로버트 몬다비의 부모는 이탈리아 마르케주에서 미국으로 이주하여 미네소타주 히빈구에서 살았다. 로버트가 미네소타주에서 태어난 후, 몬다비가는 캘리포니아주 로다이로 옮겼다. 로버트의 아버지인 졔자레（Cesare Mondavi）는 C. 몬다비 & 산즈( Mondavi and Sons)라고 하는 과일의 포장 및 수송 회사를 창업하고, 미국 동해안 지역을 대상으로 한 와인용 포도를 출하했다. 로버트는 1937년에 스탠퍼드 대학교 경제경영학부를 졸업했다. 아버지와 남동생과 함께 1961년, 나파밸리에서 금주법 이전 최초/최대 규모였던 와이너리의 하나인 찰스 크룩 와이너리(Charles Krug Winery)를 구입하고 나서 1965년에 독립, 1966년에 오쿠뷔루에서 자신의 와이너리가 되는 로버트 몬다비 와이너리를 창업했다. 그 후, 나파밸리에서 유럽 와인에 못지 않은 와인 만들기를 목표로 해서 캘리포니아 와인의 수준을 높였다.